# The Pale Blue Eye
Ne doit pas être confondu avec Pale Blue Eyes.
Pour plus de détails, voir Fiche technique et Distribution.
The Pale Blue Eye, ou Un œil bleu pâle au Québec, est un film américain réalisé par Scott Cooper et sorti en 2022. Il s'agit d'une adaptation du roman du même nom de Louis Bayard.
Le film sort au cinéma dans certains pays (Australie, Allemagne, Japon) et connait une sortie limitée dans quelques salles américaines avant sa diffusion mondiale sur Netflix.

## Synopsis
En 1830, l'inspecteur vétéran Augustus Landor est chargé d'enquêter sur une série de meurtres à l'Académie militaire de West Point. Il va être aidé dans sa tâche par un jeune cadet de l'académie, le futur célèbre écrivain Edgar Allan Poe,.

## Fiche technique
Sauf indication contraire, les informations mentionnées dans cette section peuvent être confirmées par la base de données cinématographiques IMDb,  présente dans la section « Liens externes ».
- Titre original : The Pale Blue Eye
- Titre québécois : Un œil bleu pâle
- Réalisation : Scott Cooper
- Scénario : Scott Cooper, d'après le roman Un œil bleu pâle de Louis Bayard
- Photographie : Masanobu Takayanagi
- Montage : Dylan Tichenor
- Musique : Howard Shore
- Direction artistique : Michael E. Goldman et Troy Sizemore
- Décors : Stefania Cella
- Costumes : Kasia Walicka-Maimone
- Producteurs : Christian Bale, Scott Cooper, John Lesher et Tyler Thompson
Producteurs délégués : Tracey Landon, Buddy Patrick, Emily Hunter Salveson, Ryan Donnell Smith et Dylan Weathered
- Sociétés de production : Cross Creek Pictures et Streamline Global Group
- Sociétés de distribution : Netflix (monde)
- Budget : 72 millions de dollars
- Pays de production :  États-Unis
- Langue originale : anglais
- Format : couleur
- Genre : Policier, thriller et horreur
- Durée : 128 minutes
- Dates de sortie[3] :
  - États-Unis : 23 décembre 2022 (sortie limitée en salles)
  - Monde : 6 janvier 2023 (sur Netflix)
- Classification[6] :
  - États-Unis : R

## Distribution
- Christian Bale (VF : Philippe Valmont) : Augustus Landor
- Harry Melling (VF : Julien Bouanich) : Edgar Allan Poe
- Gillian Anderson (VF : Danièle Douet) : Julia Marquis
- Robert Duvall (VF : Sylvain Clément) : Jean Pepe
- Lucy Boynton (VF : Daniela Labbé Cabrera) : Lea Marquis
- Charlotte Gainsbourg (VF : elle-même) : Patsy
- Toby Jones (VF : Jean-Pol Brissart) : Dr Daniel Marquis
- Harry Lawtey (VF : Clément Moreau) : le cadet Artemus Marquis
- Simon McBurney (VF : Georges Caudron) : le capitaine Hitchcock
- Timothy Spall (VF : Philippe Crubézy) : Sylvanus Thayer
- Hadley Robinson : Mattie
- Scott Anderson (VF : Franck Vincent) : Benny
- Gideon Glick : le cadet Horatio Cochrane
- Fred Hechinger : le cadet Randolph Ballinger
- Charlie Tahan (VF : Alexandre Bierry) : le cadet Loughborough

 Source et légende : version française (VF) sur RS Doublage et carton du doublage français.

## Production
En mars 2021, il est annoncé que Netflix a acquis les droits du film pour 55 millions de dollars lors du European Film Market en marge de la Berlinale, avant même le début du tournage,.
Le tournage débute le 29 novembre 2021. Il se déroule notamment à Compass Inn (en) à Laughlintown en Pennsylvanie, ainsi qu'au Westminster College de New Wilmington,.

## Sortie et accueil
Le film sort dans les salles australiennes et allemandes le 22 décembre 2022. Il connait dès le lendemain une sortie limitée dans quelques salles américaines avant sa diffusion mondiale sur Netflix le 6 janvier 2023,.
Le film reçoit des critiques presse globalement positives. Sur l’agrégateur de critiques Rotten Tomatoes, il obtient 63% d'avis favorables pour 178 critiques et une note moyenne de 7⁄10. Sur Metacritic, il obtient une note moyenne de 56⁄100 pour 40 critiques.